# 황금주 (주식)
황금주(黃金株, gold share)는 인수 관련 주주 총회 결의 사항에 거부권을 행사하는 주식이다.
황금주는 특정 상황에서 다른 모든 주식을 압도하는 명목 주식으로, 종종 정부 기관이 보유하며 민영화 및 주식회사로 전환하는 과정을 거치는 정부 공기업에서 사용한다.

## 목적
이 주식은 정부 기관 또는 기타 주주에게 결정적인 투표권을 부여하므로 주주총회에서 다른 모든 주식에 투표 가능하다. 일반적으로 회사 정관의 조항으로 구현하며 일정 비율 이상의 소유권 수준을 초과하는 스테이크 구축을 방지하거나 정부 또는 기타 주주에게 판매하는 주요 기업 조치에 거부권을 행사하도록 설계한다.
정부 소유 황금주는 관련 정부 조직의 소유권이 사라지고, 새롭게 민영화한 회사가 공공 환경과 다양한 환경에서 익숙하도록 돕는 역할을 한다. 적응하는 일정 기간 동안만 보유하는 경우가 많다. 예를 들어 방산 기술을 보유한 채 민영화한 회사가 국가 안보상 국익에 중요한 경우 외국 자본이나 외부 기업의 합병을 막는 역할을 황금주가 한다.
영국의 주요 항법 서비스 제공업체인 NATS 홀딩스는 황금주를 보유한 회사의 예이다.